# St. Petrus in Ketten (Burkardroth)

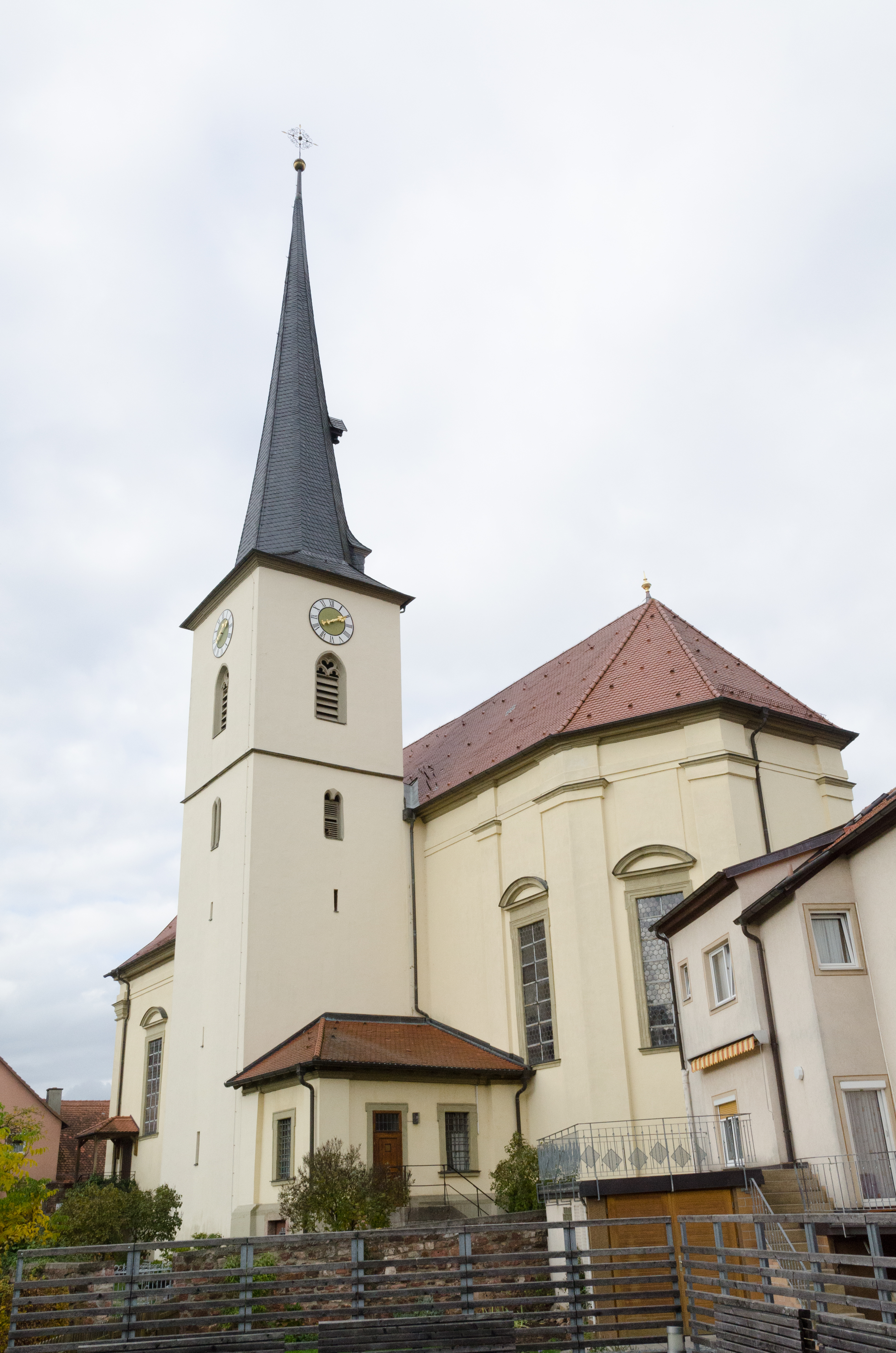
Kirche St. Petrus in Ketten

Die römisch-katholische Kirche St. Petrus in Ketten befindet sich in Burkardroth, einem Markt im unterfränkischen Landkreis Bad Kissingen. Ihre Namensgebung geht auf die Legende St. Peter ad Vincula zurück. Sie wird nicht nur von den Bürgern aus Burkardroth zu den Gottesdiensten aufgesucht, sondern auch von den Einwohnern der Burkardrother Stadtteile Frauenroth, Wollbach und Zahlbach.
Die Kirche gehört zu den Baudenkmälern von Burkardroth und ist unter der Nummer D-6-72-117-2 in der Bayerischen Denkmalliste registriert.

## Geschichte

### Vorgängerbauten
Vor der Errichtung der heutigen Kirche gab es in Burkardroth vier Vorgängerbauten. Zunächst ist um 800 (vermutlich zur Karolingerzeit) eine Holzkirche in Burkardroth nachgewiesen. Ihr folgte etwa in der Mitte des 12. Jahrhunderts die zweite Kirche des Ortes, das erste aus Stein errichtete Gebäude des Ortes. Diese wurde durch die dritte Burkardrother Kirche im frühgotischen Stil ersetzt, die Otto von Botenlauben, der Burgherr der Bad Kissinger Burg Botenlauben erbauen ließ. Sie erhielt Ende des 13. Jahrhunderts einen Kirchturm, der 1326 erhöht und im Jahr 1497 möglicherweise erweitert wurde. Im Jahr 1608 ließ Fürstbischof Julius Echter von Mespelbrunn diese Kirche abreißen und die vierte Burkardrother Kirche errichten, deren Bau im Jahr 1613 vollendet war.

### Die heutige Kirche

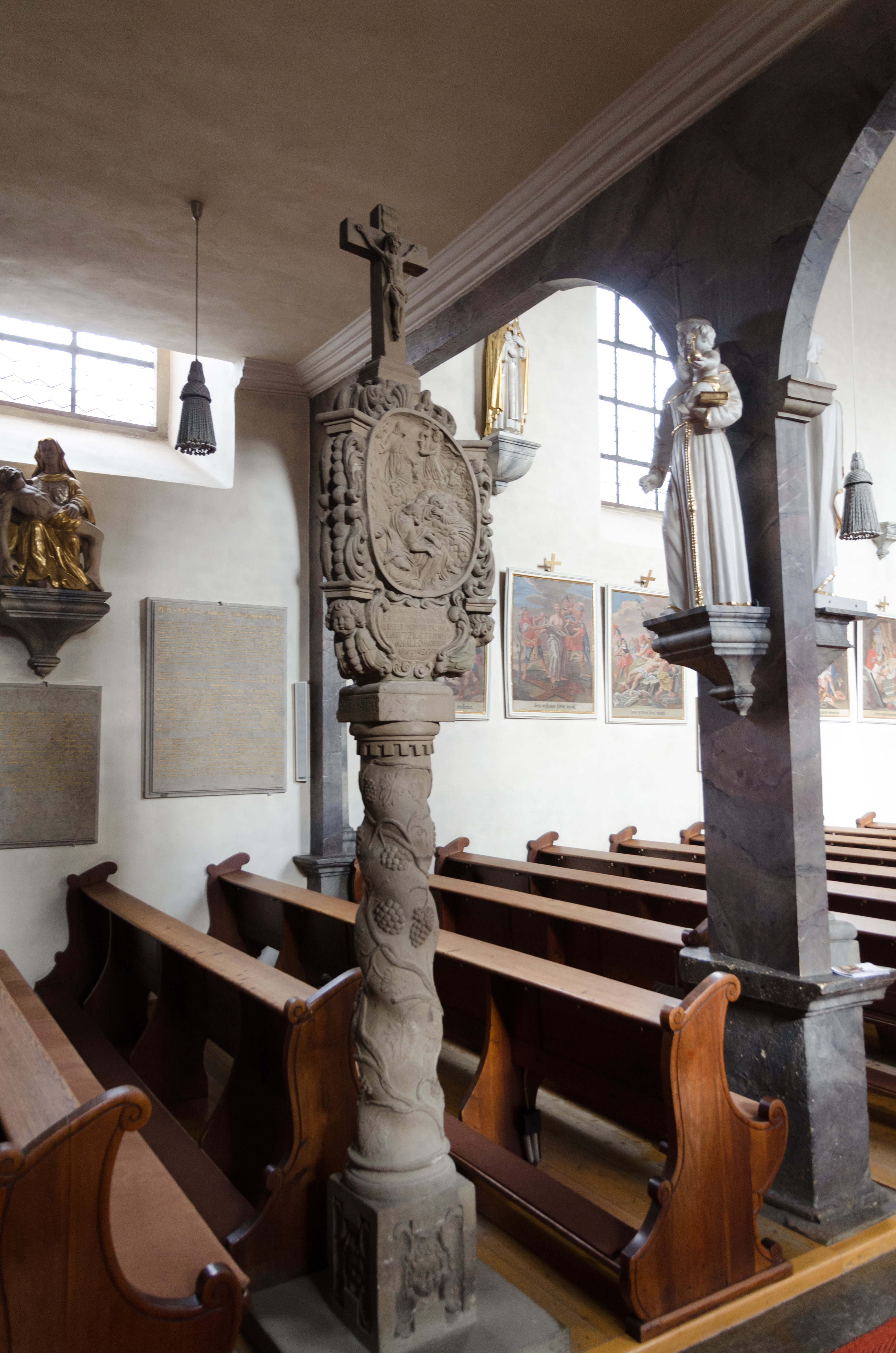
Bildstock von 1684

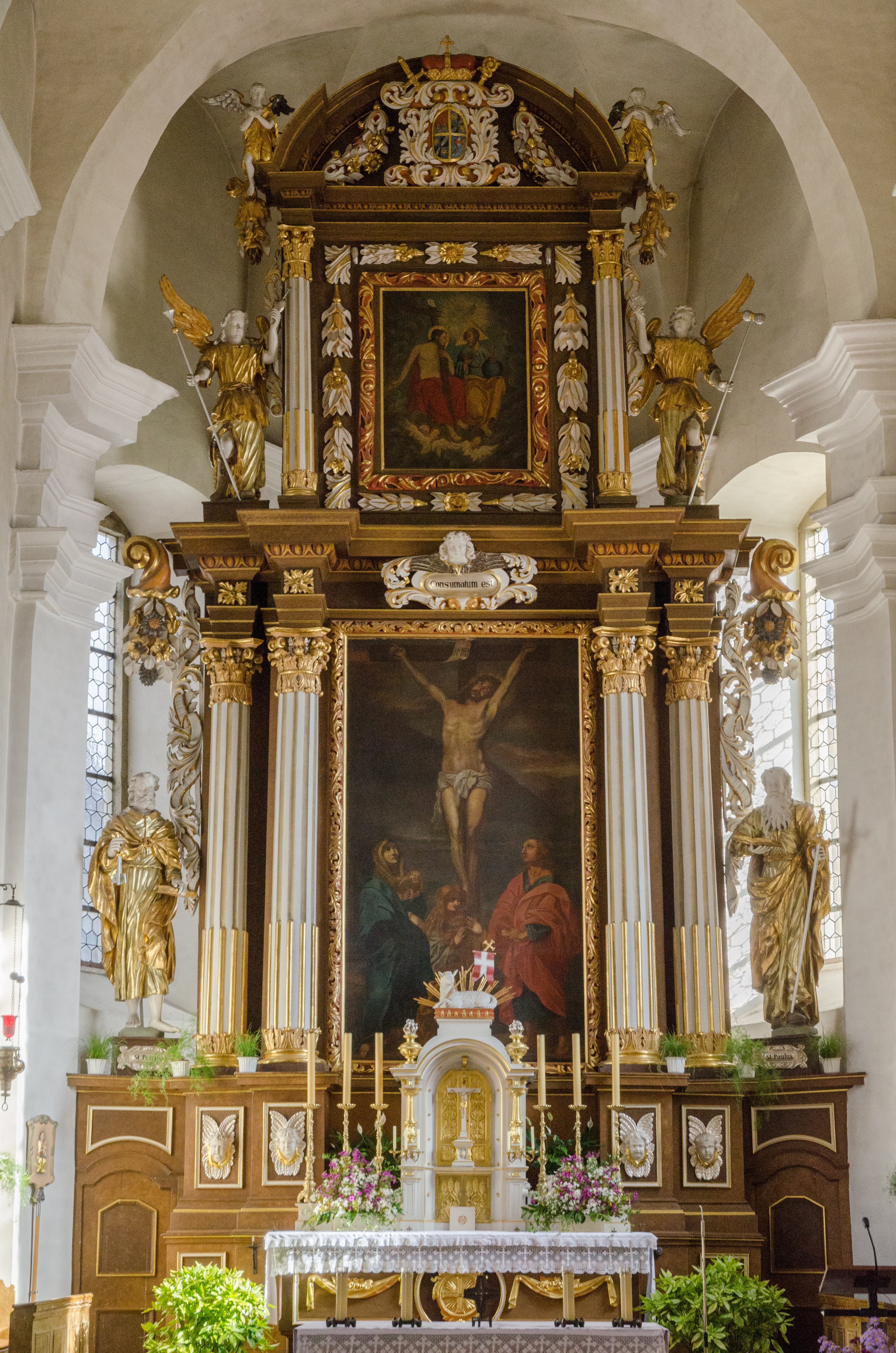
Hochaltar

Langhaus und Chor der heutigen Kirche entstanden in den Jahren 1699/1700 unter dem Würzburger Fürstbischof Johann Philipp II. von Greiffenclau zu Vollraths. Ausführender Maurermeister war Christian Hermann. Den noch ganz in Eiche ausgeführten Dachstuhl sowie die Emporeneinbauten fertigte der aus Vorarlberg stammende, spätere Würzburgische Stadt- und Landbaumeister Joseph Greissing. Ob diesem auch schon die Planung oblag, ist nicht mehr festzustellen. Für den kostbaren Stuckmarmor an der Kanzel zeichnete der aus der Schweiz stammende Franziskanerminorit Kilian Stauffer verantwortlich, der öfter für Fürstbischof Greiffenclau tätig war. Die sonstigen Stuckarbeiten fertigte der Würzburger Christoph Hardt.
Der Bildstock im Eingangsbereich der Kirche, der bis 1959 auf dem Burkardrother Friedhof gestanden hatte, stammt aus dem Jahr 1684. Die Hochreliefs an seinen drei Seiten zeigen eine Ölbergszene, die Dornenkrönung und die hl. Veronika mit dem Schweißtuch. Ebenfalls im Eingangsbereich der Kirche befindet sich eine Pietà, die im Jahr 1888 von Wohltätern gestiftet wurde.
Im Jahr 1718 errichtete der aus Gemünden am Main stammende Bildhauer Anton Roth den viersäuligen Hochaltar der Kirche. Das 1730 vom Münnerstädter Lehrer Peter Herrleins geschaffene Altarblatt zeigt die Kreuzigung Christi. Die Heiligen Petrus und Paulus, die ehemaligen Namenspatrone der Kirche, sind als Steinfiguren neben dem Altarblatt dargestellt. Der Altarraum wurde im Jahr 1968 den Vorgaben des Zweiten Vatikanischen Konzils angepasst.
Die beiden Seitenaltäre der Kirche fertigte im Jahr 1722 der Bildhauer B. Müller aus Bischofsheim. Der linke Seitenaltar ist der so genannte Marienaltar, dessen Marienbildnis durch Kollekten der Gläubigen finanziert und im Jahr 1745 eingesetzt wurde. Den rechten Seitenaltar mit dem Patrozinium der Kirche, St. Peter ad Vincula, stiftete 1744 Caspar Schmitt aus Wollbach.
Die erste Orgel der St. Petrus in Ketten-Kirche, möglicherweise von Johann Georg Künzinger aus Lohr am Main 1648/52, stammt aus der Würzburger Neumünsterkirche. Sie wurde 1735 erworben und für die Anforderungen der Burkadrother Kirche umgebaut.
Bis zum Ende des 19. Jahrhunderts hatte die Kirche einen Haupteingang und einen Seiteneingang, die sich beide nur nach innen öffnen ließen; eigene Zugänge zu den Emporen und der Sakristei gab es nicht. Um Panik bei einem Brandfall zu vermeiden, verlangte das Königliche Bezirksamt Bad Kissingen am 2. Januar 1894 einen weiteren Eingang zu schaffen. So beschloss der Gemeinderat am 14. Januar 1894 den Bau eines Treppenturms zu den Emporen. Die Pläne wurden wegen der hohen Kosten zunächst nicht umgesetzt, was am 8. Februar 1898 eine Ermahnung des Königlichen Bezirksamts zur Folge hatte. Nach Einwänden des Gemeinderates drohte das Amt mit der Schließung der Kirche. Die Kirchenverwaltung legte am 5. März 1899 ein neues  Konzept vor, das die Zustimmung des Bezirksamts fand. Es sah einen eigenen Eingang zur Sakristei und einen weiteren zu den Emporen vor. Maurermeister Kaspar Schmitt aus Burkardroth erhielt den Auftrag für die Bauarbeiten. Die Baukosten wurden durch Aufnahme eines Darlehens und eine Spende des Kirchenverschönerungsvereins gedeckt. Um bei einer Panik zu vermeiden, dass Kirchenbesucher von den Emporen ins Kirchenschiff gelangten, wurde die Treppe von den Emporen entfernt. Im Jahr 1946 wurde sie wieder eingebaut.

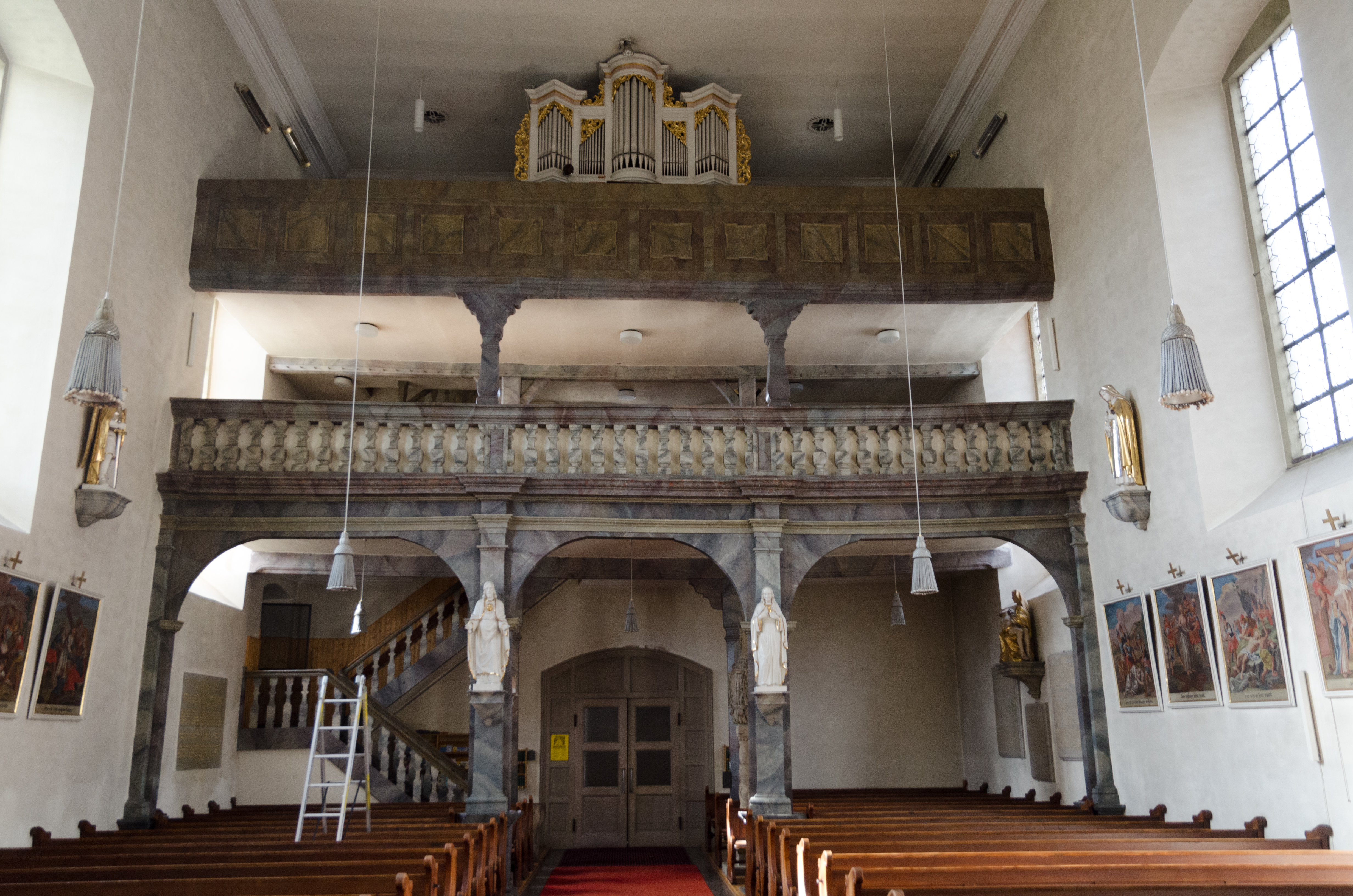
Orgelempore

Bei einer Untersuchung der Orgel durch einen Orgelbauer im Jahr 1907 stellte sich ihr Zustand als katastrophal heraus. So beschloss die Kirchenverwaltung am 2. Mai 1907 den Erwerb einer neuen Orgel bei der Firma Balthasar Schlimbach & Sohn des Würzburger Orgelbauers Balthasar Schlimbach. Am 14. Juni 1910 berichtete die Bad Kissinger Saale-Zeitung, dass die neue Orgel eingebaut worden war. Finanziert wurde sie durch einen bereits 1910 gegründeten Orgelbaufonds sowie durch Spenden und Kollekten.
Im Ersten Weltkrieg wurden im Mai 1917 die Zinnpfeifen aus dem Prospekt der Orgel entnommen und abgeliefert; sie kamen zum Sammellagerplatz des Orgelbaumeisters Franz Hochrein nach Münnerstadt. Gleiches geschah im Zweiten Weltkrieg im Jahr 1942. In den Jahren 1946, 1952, 1963 und 1976 wurden die Orgelpfeifen gereinigt. Im Jahr 2002 wurde die Orgel wegen Holzwurmbefall von der Orgelbau-Werkstätte Otto Hoffmann restauriert. Zur Vorbeugung nahm die Spezialfirma Binker eine Begasung der Kirche vor.
Eine Zeitlang bestand an der Burkardrother Kirche der Brauch, zu bestimmten Anlässen Festbänder mit verschiedenen Farben im Chor anzubringen, wobei jeder Anlass eine eigene Farbkombination hatte. Laut mündlicher Überlieferung entstand der Brauch unter Pfarrer Hans Hain, der von 1942 bis 1957 wirkte. Die Bänder wurden an einem Seil befestigt, das durch ein Loch in der Decke herabgelassen wurde; diese Aufgabe wurde von Maria-Stern-Schwester Bettina übernommen. Die Tradition der Festbänder kam 1966/1967 zu einem Ende, als die Maria-Stern-Schwestern ins Mutterhaus abberufen wurden; ferner wurde im Jahr 1967 der Volksaltar im Chor aufgestellt, der auf Grund des Deckenloches durch Schmutz und Staub in Mitleidenschaft gezogen worden wäre. Im Jahr 2014 wurden die Bänder von Vikar Thomas Fuchs wiederentdeckt, der sie an Stephan Erb weitergab. Durch Stephan Erb wurde die Tradition der Kirchenbänder an Ostern 2015 wiederbelebt.
In den Jahren 1986 bis 1989 fanden unter Mitwirkung des damaligen Burkardrother Pfarrers Anton Reinhard umfangreiche Ausgrabungen statt, in deren Verlauf zahlreiche Erkenntnisse zu den Vorgängerbauten gewonnen wurden.

## Ausstattung

### Orgel
Die Orgel der Pfarrkirche wurde durch die Orgelbaufirma Schlimbach & Sohn Würzburg im Jahre 1910 fertiggestellt. Sie besitzt eine pneumatische Kegelladentraktur und verfügt über folgende Disposition.
| I Manual C–f3 |       |
| Bourdon       | 16′   |
| Prinzipal     | 8′    |
| Gemshorn      | 8′    |
| Hohlflöte     | 8′    |
| Gedackt       | 8′    |
| Gamba         | 8′    |
| Oktave        | 4′    |
| Rohrflöte     | 4′    |
| Oktave        | 2′    |
| Mixtur IV     | 2 ⁄3′ |

| II Manual C–f3   |    |
| Geigenprinzipal  | 8′ |
| Flöte amabile    | 8′ |
| Lieblich Gedackt | 8′ |
| Salicional       | 8′ |
| Flöte dolce      | 4′ |
| Fugara           | 4′ |

| Pedal C–d1 |     |
| Subbaß     | 16′ |
| Violon     | 16′ |
| Oktavbaß   | 8′  |
| Cello      | 8′  |

- Koppeln: II/I, I/P, II/P

### Geläut
Die Kirche verfügt seit dem Jahr 1949 über ein vierstimmiges Mollgeläut mit den Tönen e´, g´, a´ und h´.